# دیسنومیا (افسانه)

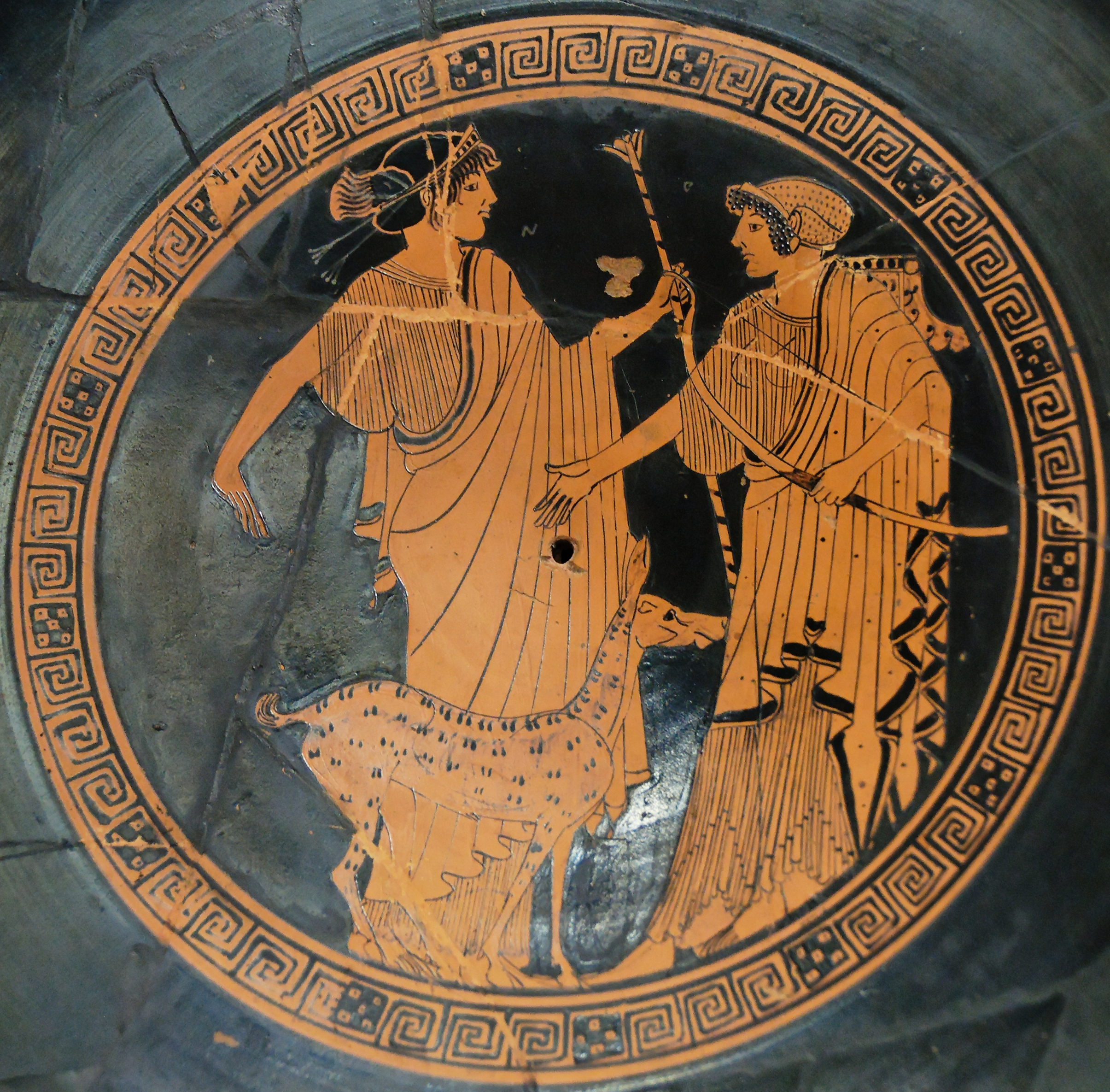
دیسنومیا

دیسنومیا (به یونانی: Δυσνομία) و (به انگلیسی: Dysnomia) دختر اریس (ایزدبانوی نفاق و درگیری و کشمکش) است. دیسنومیا اهریمن پلید بی‌قانونی است. اگرچه دیسنومیا در اساطیر یونانی است، اما در قوانین افلاطون نیز جای دارد.